# Kawinogans River
Kawinogans River är ett vattendrag i Kanada.   Det ligger i provinsen Ontario, i den sydöstra delen av landet, 1 300 km nordväst om huvudstaden Ottawa.
I omgivningarna runt Kawinogans River växer i huvudsak barrskog. Trakten runt Kawinogans River är nära nog obefolkad, med mindre än två invånare per kvadratkilometer.